# 6072 Хаутгаст
6072 Хаутгаст (6072 Hooghoudt) — астероїд головного поясу, відкритий 25 березня 1971 року.
Тіссеранів параметр щодо Юпітера — 3,187.